# Kachia
Kachia, est une zone de gouvernement local de l'État de Kaduna au Nigeria,. Il a une superficie de 4,632 km² et une population 244,274 habitants sur la base du recensement effectué en  2006.

## Source
- (en) Cet article est partiellement ou en totalité issu de l’article de Wikipédia en anglais intitulé « Kachia » (voir la liste des auteurs).